# Salmo balcanicus
Cá hồi Balkan (danh pháp hai phần: Salmo balcanicus) là một loài cá trong họ Salmonidae. Nó là loài đặc hữu của hồ Ohrid và lối thoát ra của hồ này tại Macedonia và Albania ở khu vực Balkan.
Salmo balcanicus là một trong bốn dạng khác biệt của phức hợp cá hồi Ohrid đặc hữu của chỉ riêng hồ này, cùng với Salmo letnica, Salmo aphelios và Salmo lumi. Các dạng khác nhau này, được người ta cho là các loài khác biệt, được phân biệt bằng thời gian và tập tính sinh sản của chúng, trong đó trên thực tế chúng là cô lập với nhau về mặt sinh sản. Tuy nhiên vẫn chưa có sự hỗ trợ cho địa vị loài khác biệt của chúng từ các dữ liệu phân tử Salmo balcanicus đẻ trứng từ tháng 10 tới tháng 1 năm sau tại lối thoát ra của hồ này là sông Drim Đen ở phía tây bắc hồ này, gần khu vực biên giới Macedonia-Albania. Do con sông này đã bị đắp đập ngăn nước nên người ta e ngại rằng quần thể cá hồi Balkan này có thể sẽ bị tuyệt chủng.
Thịt của Salmo balcanicus thường có màu hồng nhạt. Về tổng thể thì các loại cá hồi Ohrid có màu trắng bạc với các đốm đen. Các đốm đỏ chạy dọc theo đường bên. Salmo balcanicus có thể dài tới 40 cm.